# Liste des routes nationales des Pays-Bas

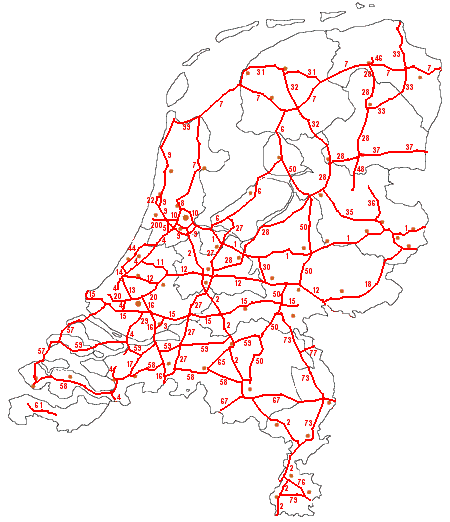
Carte des routes nationales des Pays-Bas.

Cet article liste les routes nationales des Pays-Bas (en néerlandais : Rijkswegen in den Niederlanden, abréviation : RW).

## Description
Les Rijkswegen désignent toutes les routes des Pays-Bas entretenues par le ministère néerlandais des Infrastructures publiques.
Le Rijkswaterstaat est également responsable de la construction de nouvelles routes nationales, ce qu'il fait sur la base d'une décision de tracé prise par le ministre des Infrastructures et de la Gestion de l'eau. Diverses routes nationales ont été transférées aux régions et aux municipalités.
Une Rijksweg peut être une autoroute (A), mais aussi une route ordinaire (N). Elle est reconnaissable aux panneaux verts de la gare.
Les Rijkswegen avec un chiffre final pair s'orientent principalement dans une direction ouest-est, ceux avec un chiffre final impair dans une direction nord-sud.
Les Rijkswegen à un chiffre ont une importance nationale, voire transfrontalière, les Rijkswegen à deux chiffres ont généralement une importance régionale globale et les Rijkswegen à trois chiffres ont généralement une importance régionale ou ou urbaine.

## Liste
| Nom                         | Itinéraire                                                              | Longueur |
| --------------------------- | ----------------------------------------------------------------------- | -------- |
| Rijksweg 1                  | A1 Amsterdam - Oldenzaal - De Lutte - Frontière                         | 157 km   |
| Rijksweg 2                  | A2/N2 Amsterdam - Maastricht - Eijsden                                  | 217 km   |
| Rijksweg 3                  | N3 Papendrecht - Dordrecht                                              | 10 km    |
| Rijksweg 4                  |                                                                         |          |
| A4 Amsterdam - Pernis       | 116 km                                                                  |          |
| A29 Klaaswaal - Dinteloord  | 116 km                                                                  |          |
| A4 Dinteloord - Frontière   | 116 km                                                                  |          |
| Rijksweg 5                  | A5 Hoofddorp - Badhoevedorp - Westpoort - A10                           | 17 km    |
| Rijksweg 6                  | A6 Muiderberg - Joure                                                   | 101 km   |
| Rijksweg 7                  | A7/N7 Zaanstad - Afsluitdijk - Groningue - Bad Nieuweschans             | 242 km   |
| Rijksweg 8                  | A8 Amsterdam - Zaandam                                                  | 10 km    |
| Rijksweg 9                  | A9/N9 De Kooy - Diemen                                                  | 96 km    |
| Rijksweg 10                 | A10 Ringweg Amsterdam                                                   | 32 km    |
| Rijksweg 11                 | N11 Leiden - Bodegraven                                                 | 21 km    |
| Rijksweg 12                 | A12 Den Haag - Arnhem - Frontière                                       | 137 km   |
| Rijksweg 13                 | A13 Rijswijk - Rotterdam                                                | 17 km    |
| Rijksweg 14                 | N14 Leidschendam - Den Haag                                             | 5 km     |
| Rijksweg 15                 |                                                                         |          |
| A15/N15 Maasvlakte - Bemmel | 204 km                                                                  |          |
| A18/N18 Zevenaar - Enschede | 204 km                                                                  |          |
| Rijksweg 16                 | A16 Rotterdam - Breda - Hazeldonk/Meer                                  | 58 km    |
| Rijksweg 17                 | A17 Moerdijk - Roosendaal                                               | 27 km    |
| Rijksweg 20                 | A20 Maasdijk - Gouda                                                    | 39 km    |
| Rijksweg 22                 | A22 Beverwijk - IJmuiden                                                | 8 km     |
| Rijksweg 27                 | A27 Almere – Utrecht – Gorinchem – Bréda                                | 109 km   |
| Rijksweg 28                 | A28 Utrecht – Amersfoort – Zwolle – Assen – Groningen                   | 187 km   |
| Rijksweg 29                 | A29 Rotterdam - Klaaswaal - Dinteloord                                  | 13 km    |
| Rijksweg 30                 | A30 Barneveld - Ede                                                     | 18 km    |
| Rijksweg 31                 | A31/N31 Zurich – Leeuwarden – Drachten                                  | 67 km    |
| Rijksweg 32                 | A32/N32 Meppel – Heerenveen – Leeuwarden                                | 67 km    |
| Rijksweg 33                 | N33 Eemshaven – Zuidbroek – Assen                                       | 72 km    |
| Rijksweg 35                 | A35/N35 Zwolle - Enschede - Glanerbrug - Frontière                      |          |
| Rijksweg 36                 | N36 Ommerkanaal - Almelo                                                | 36 km    |
| Rijksweg 37                 | A37 Hoogeveen - Klazienaveen - Zwartemeer - Frontière                   | 42 km    |
| Rijksweg 38                 | Ridderkerk - Carrefour de Ridderkerk (nl)                               | 2 km     |
| Rijksweg 44                 | A44/N44 Den Haag - Nieuw-Vennep                                         | 28 km    |
| Rijksweg 48                 | N48 Hoogeveen - Ommen                                                   | 19 km    |
| Rijksweg 50                 | A50/N50 Emmeloord - Eindhoven                                           | 160 km   |
| Rijksweg 57                 | N57 Rozenburg - Middelbourg                                             | 77 km    |
| Rijksweg 58                 | A58 Vlissingen - Eindhoven                                              | 140 km   |
| Rijksweg 59                 | A59/N59 Serooskerke - Oss                                               | 121 km   |
| Rijksweg 61                 | N61 Schoondijke - Terneuzen                                             | 25 km    |
| Rijksweg 65                 | A65/N65 Knooppunt Vught - Tilburg                                       | 22 km    |
| Rijksweg 67                 | A67 Frontière - Eindhoven - Venlo - Frontière                           | 78 km    |
| Rijksweg 73                 | A73 Knooppunt Ewijk - Venlo - Knooppunt Het Vonderen                    | 106 km   |
| Rijksweg 74                 | A74 Knooppunt Tiglia - Kaldenkirchen Frontière                          | 2 km     |
| Rijksweg 76                 | A76 Frontière Stein (Limburg) - Geleen - Heerlen - Bocholtz - Frontière | 27 km    |
| Rijksweg 77                 | A77 Boxmeer - Frontière                                                 | 10 km    |
| Rijksweg 79                 | A79 Maastricht - Heerlen                                                | 17 km    |
| Rijksweg 99                 | N99 De Kooy - Den Oever                                                 | 19 km    |

## Voir  aussi